# こんな感じでどうですか
『ふわふわトーク こんな感じでどうですか?』（ふわふわトーク こんなかんじでどうですか?）はフジテレビで不定期に放送されている特別番組。

## 概要
「天空に浮かぶ女神さんの家に集まった4人がいろいろ話題を元に様々なトークをする」という設定の下、4人が与えられたテーマで様々なトークを繰り広げる。
トークはエアー抽選機によって撹拌されているボックスの中から女神さんがトークテーマが書かれた羽根を取り出して行う。トークがある程度収拾がついた際には有吉が「こんな感じでどうですか?」と問いかけ、女神さんが「いただきました」と答えることで次の話題に移る（お悩み相談の場合は有吉が問いかけ相談者が応える、マナベる部屋では講師が問いかけメンバーが応える）。
セットやレギュラー4人の衣装は白と赤系統の服（女神さんは白一色）で統一されている。

## 出演者
- 有吉弘行
- 河本準一（次長課長）
- 若林正恭（オードリー）
- 眞鍋かをり
- 生野陽子（フジテレビアナウンサー）「女神さん」として進行する。

## 放送日時
|       | 放送日時                          | ゲスト                                             |
| ----- | --------------------------------- | -------------------------------------------------- |
| 第1回 | 2012年3月24日 土曜日 2:10 - 3:40  |                                                    |
| 第2回 | 2012年7月21日 土曜日 1:05 - 2:35  |                                                    |
| 第3回 | 2012年10月8日 月曜日 0:40 - 2:40  | 春日俊彰（オードリー）                             |
| 第4回 | 2012年12月8日 土曜日 1:05 - 2:45  | 吉村崇（平成ノブシコブシ）                         |
| 第5回 | 2013年2月9日 土曜日 1:14 - 3:14   | 千秋 田中卓志（アンガールズ） 狩野英孝             |
| 第6回 | 2013年4月20日 土曜日 1:05 - 3:05  | 渡部建(アンジャッシュ)                             |
| 第7回 | 2013年7月20日 土曜日 1:15 - 3:15  | 坪倉由幸（我が家） 陣内智則 浜谷健司（ハマカーン） |
| 第8回 | 2013年12月14日 土曜日 1:25 - 3:25 | いとうあさこ カンニング竹山                        |

## 主なトークテーマ
若林イジリ
主に最初のトークテーマ。極秘に入手した若林のプライベートアイテムやニセアンケート、一般人のアンケートを元にトークを行う。
ニューストーク
インターネット上でのアンケートやニュースを元にトークを行う。毎回ふとしたことをきっかけに有吉が説教を始め、他のメンバーに軽いゲンゴツを加えるのが恒例となっている。回を重ねるにつれ無理な導入となっているが、スタッフからは好評らしく、毎回入れるよう要請されているとのこと。
こんなお悩みどうですか?
別セットに移動して行うトーク。悩みを持った芸能人が4人に対し相談する。しかし、4人には悩みを解決する気はさらさらなく、無理な解決策を提示する。
マナベる部屋
別セットに移動して行うトーク。眞鍋が進行となり、知っておきたい物事について学ぶ。第5回からは眞鍋も生徒側となり、ゲストが講師として4人に知ってもらいたい事を教えるが、4人には学ぶ気はなく、あっさりとトークが横道に逸れてしまう。
手料理タイム
女神さんがその場で手料理を振る舞う。調理中は4人でフリートークを行う。試食では有吉が食べる前からケチをつけるも、結局おいしく頂くのが恒例となっている。

## スタッフ
第8回（2013年12月14日放送）
- 編成企画：高瀬敦也（フジテレビ）
- ナレーター：松元真一郎
- 構成：酒井健作、柳しゅうへい、カツオ、林田晋一（林田→第3回 - ）
- TP：橋本雄司
- TD：吉川和彦
- CAM：河野昌寿
- AUD：松原瑞貴
- VE：谷古宇利勝
- LD：安藤雄郎
- 美術制作：内藤佳奈子
- デザイン：飯塚洋行
- 美術進行：西村貴則
- 大道具：内海靖之（第1、3 - 5回）
- 大道具操作：駒木幸廣（第3 - 5回）
- 電飾：森智（第6回）
- メイク：吉田みわ（第1回）
- 編集：荘野佑介（第1 - 4回）
- MA：高橋友樹（第1 - 2、4、7回）
- 音効：村松聡（佳夢音）
- CG：前川陽介（.movs、第2回 - ）
- 技術協力：ニユーテレス（第8回）、RAFT（第1 - 5、7回）
- 美術協力：フジアール、T-fal、De'Longhi
- TK：岸田純子（第1 - 3、5回 - ）
- フードコーディネーター：高階多美（第5回 - ）
- DVD制作：五十嵐剛（フジテレビ、第6回 - ）
- AP：杉本美雪
- AD：秋成はるな（第6回 - ）
- ディレクター：地濃愛（第2回 - ）、武田雄一（第2、4、6回 - ）、樫出浩行（第1回）
- 演出：谷中憲
- プロデューサー：上原敏明、島田勇夫
- 企画制作：フジテレビ
- 制作著作：U-FIELD

### 過去のスタッフ
- TP：田熊克二（第1 - 7回）
- TD：竹内弘佳（第1 - 7回）
- CAM：古俣智則（第1 - 5、7回）、照井純一（第6回）
- AUD：藤田勝巳（第1 - 7回）
- VE：白波考大（第1 - 7回）
- 大道具：佐々木努（第2、6、7回）
- 大道具操作：竹田勝美（第2回）、安藤良弘（第6、7回）
- 装飾：中山大吉（第2 - 7回）
- アクリル装飾：石橋誉礼（第2 - 7回）
- 編集：門馬卓哉（第5、7回）、佐藤豊（第6回）
- MA：渡邊剛盛（第3回）、高橋正敏（第6回）
- CG：アイヴリックスタジオ
- 技術協力：八峯テレビ（第1 - 6回）、映像通信（第6回）、フジ・メディア・テクノロジー（第7回）
- TK：藤井ひと美（第4回）
- AD：菊池カンナ（第1回）、折茂健一（第2回）、石井護（第3 - 5回）、大川内健（第6回）
- ディレクター：中島太一（第1 - 3回）、比嘉孝太（第1回）、藤原将人（第3 - 5回）、鈴木あゆみ（第5回）、佐久間隆太（第6、7回）

## ネット局
- フジテレビ
- テレビ山口（TBS系列局、土曜午後に不定期放送）